# George Lascelles (7. hrabia Harewood)
George Henry Hubert Lascelles, 7. hrabia Harewood (ur. 7 lutego 1923 w Chesterfield House, Londyn, zm. 11 lutego 2011 w Harewood House, Harewood) – hrabia, starszy syn Henry’ego Lascellesa i Marii Windsor, jedynej córki króla Jerzego V. Hrabia Harewood od 24 maja 1947.

## Młodość
Urodził się 7 lutego 1923 w Chesterfield House w Londynie jako starszy syn Henry’ego Lascellesa i Marii Windsor i pierwszy wnuk króla Jerzego V. Ochrzczony 25 marca 1923 w kościele we wsi Goldsborough, gdzie znajduje się Goldsborough Hall.
Ukończył Ludgrove School, Eton College i King’s College, po czym służył w Grenadier Guards osiągając stopień kapitana. Walczył w Algierii i Włoszech. W czasie starć w pobliżu Monte Coro ranny i pojmany przez Niemców 18 czerwca 1944. Do maja 1945 przetrzymywany w Oflagu IV C Colditz. W marcu 1945 Adolf Hitler podpisał wyrok kary śmierci, ale jego wykonania odmówił dowódca obozu i przekazał hrabiego Szwajcarom. 
W latach 1945–1946 służył jako aide-de-camp u boku swego wuja Aleksandra Cambridge, który był wówczas gubernatorem generalnym Kanady. W latach 1947, 1953-1954 i 1956 pełnił obowiązki Counsellor of State. 7 lutego 1956 zasiadł w Izbie Lordów.

## Małżeństwa i dzieci
29 września 1949 poślubił pianistkę Marion Stein, córkę austriackiego muzyka Erwina Steina. Małżeństwo doczekało się trójki potomstwa:
- David Lascelles, 8. hrabia Harewood (ur. 21 października 1950)
- James Lascelles (ur. 5 października 1953)
- Jeremy Lascelles (ur. 14 lutego 1955)

Małżeństwo zakończyło się skandalem i rozwodem w 1967. Drugim mężem Marion został polityk Jeremy Thorpe.
Lascelles ożenił się po raz drugi 31 lipca 1967. Jego wybranką została australijska modelka Patricia Tuckwell. Ślub odbył się w Waveny Park w New Canaan. Z racji tego, że była to rozwódka, a on był przedstawicielem dynastii królewskiej, zmuszeni byli zawrzeć morganatyczny związek małżeński poza granicami kraju. Para doczekała się jednego syna: 
- Mark Hubert Lascelles (ur. 4 lipca 1964) - ponieważ pochodzi ze związku morganatycznego, nie jest uwzględniany jeżeli chodzi o dziedziczenie hrabstwa i brytyjską linię sukcesyjną. 8 sierpnia 1992 zawarł związek małżeński z Andrea Kershaw i urodziło im się troje dzieci[5]:
  - Charlotte Patricia Lascelles (ur. 24 stycznia 1996)
  - Imogen Mary Lascelles (23 stycznia 1998)
  - Miranda Rose Lascelles (15 lipca 2005)

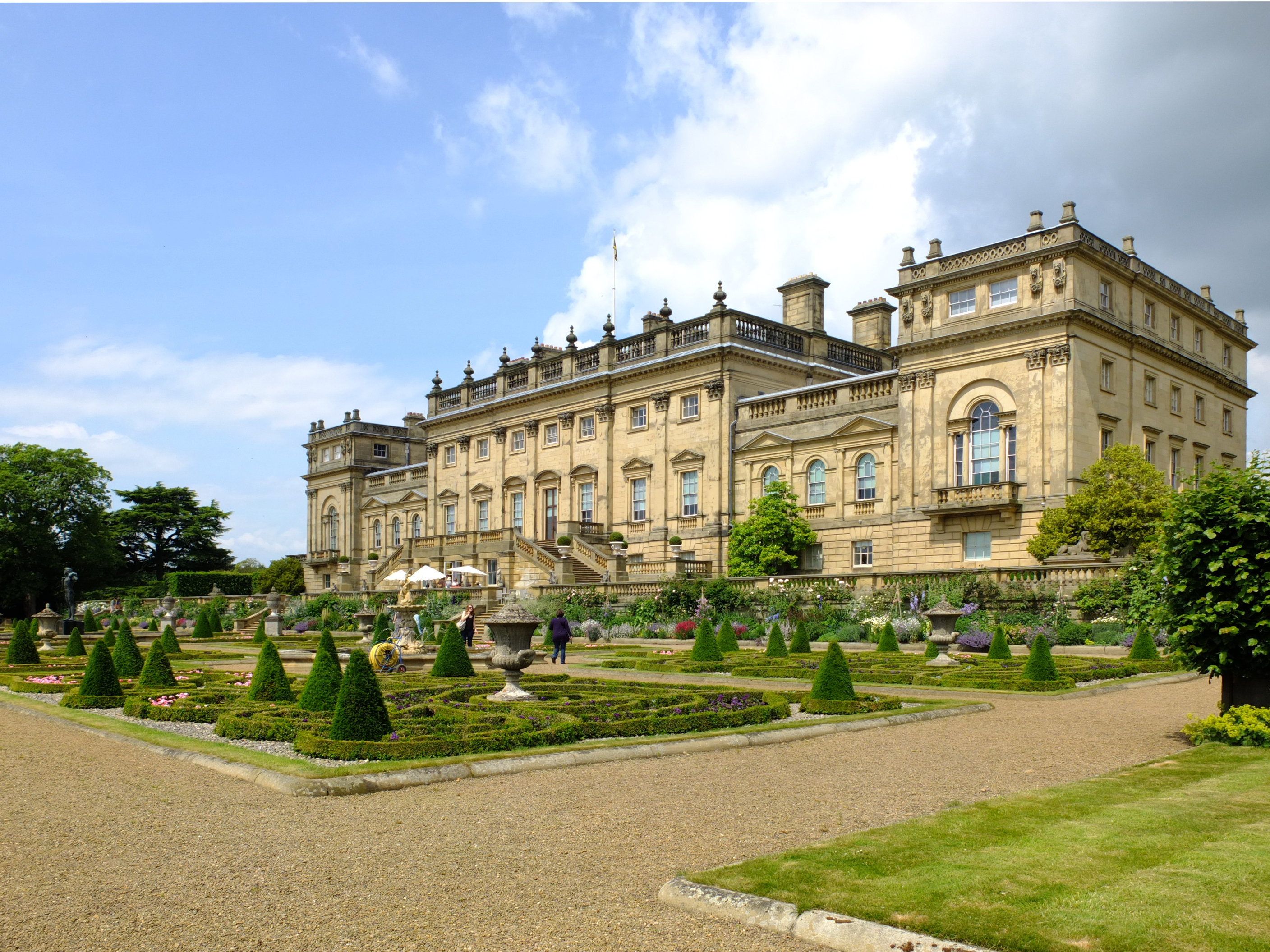
Harewood House, miejsce śmierci George'a

## Opera i football
George Lascelles był entuzjastą muzyki, a w szczególności opery. W latach 1950–1953 redaktor naczelny magazynu Opera. W okresie 1951–1953 i 1969-1972 dyrektor Covent Garden Theatre. Od 1986 do 1995 prezes zarządu English National Opera i w latach 1985-1996 British Board of Film Classification.
W okresie 1961–2011 prezes Leeds United A.F.C. i 1963-1972 The Football Association.

## Tytuły
- Wyróżniony George Lascelles (7 lutego 1923-6 października 1929)
- Wicehrabia Lascelles (6 października 1929-24 maja 1947)
- Wielmożny Hrabia Harewood (24 maja 1947-1986)
- Wielmożny Hrabia Harewood KBE (1986-1 lipca 2010)
- Wielmożny Hrabia Harewood KBE AM (1 lipca 2010-11 lipca 2011)